# む

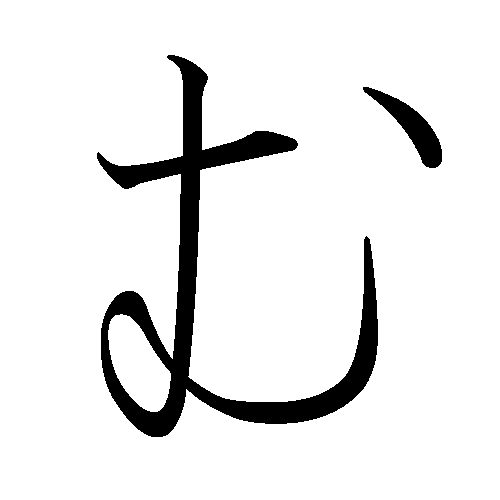
平假名む

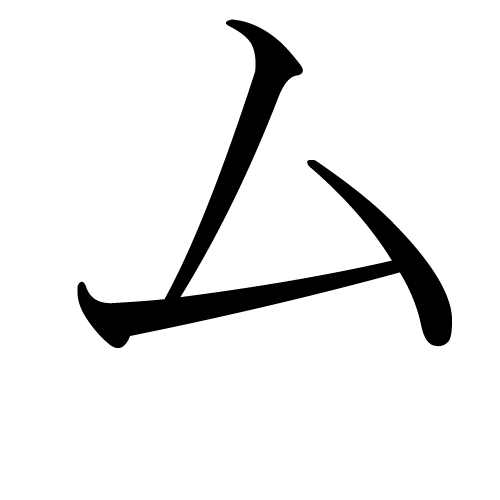
片假名ム

平假名む和片假名ム是日语的假名之一，由一个音节组成。在日语五十音图中排第7行第3个（ま行う段）的位置。

## 筆劃順序

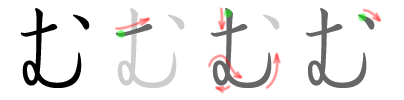
平假名む的筆劃順序

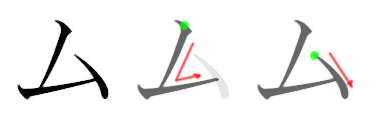
片假名ム的筆劃順序

## 關於む和ム
| 現代日語發音     | 由1個子音和1個母音形成／mɯᵝ／音   |
| 五十音顺序       | 第33位                            |
| 伊吕波顺序       | 第23位，「ら」之后、「う」之前    |
| 平假名「む」字源 | 「武」字的草書                    |
| 片假名「ム」字源 | 「牟」字的上半部。                |
| 日语罗马字       | 平文式罗马字：mu 训令式罗马字：mu |
| 点字：           | \| ●● －● ●● \|                   |
| 通话表           | 「無線のム」                      |
| 摩尔斯电码       | －                                |
| ●● －● ●●        |                                   |